# Lindneromyia albomaculata
Lindneromyia albomaculata är en tvåvingeart som beskrevs av Chandler 1994. Lindneromyia albomaculata ingår i släktet Lindneromyia och familjen svampflugor. Inga underarter finns listade i Catalogue of Life.